# Max Valier

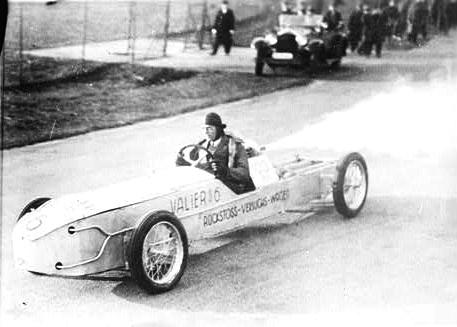
Valier num carro foguete, Abril de 1930.

Max Valier (9 de fevereiro de 1895 - 17 de maio de 1930) um inventor austríaco, pioneiro de foguetes. Ele ajudou na fundação da Verein für Raumschiffahrt (VfR - "Sociedade para Viagens Espaciais") que colocou juntas muitas das mentes que mais tarde tornaram as viagens espaciais realidade no século XX.